# Chi Linh miêu
Chi Linh miêu (danh pháp khoa học: Lynx) là một chi chứa 4 loài mèo hoang kích thước trung bình. Do sự lộn xộn đáng kể trong phân loại họ Mèo hiện nay, nên một số tác giả còn phân loại chúng như là một phần của Chi Mèo (Felis).

## Các loài
Bốn loài linh miêu trong chi này là:
- Lynx canadensis - Linh miêu Canada
- Lynx lynx - Linh miêu Á-Âu
- Lynx pardinus - Linh miêu Iberia
- Lynx rufus - Linh miêu đuôi cộc

## Đặc điểm
Các loài linh miêu có đuôi ngắn, và thông thường có một búi lông đen trên chỏm tai. Chúng có khoanh ở phía dưới cổ, với các vạch đen (không dễ thấy) và trông giống như một nút buộc. Chúng có bàn chân to để đi trên tuyết cùng các sợi lông dài trên mặt. Màu của lớp lông che phủ thân dao động từ nâu nhạt tới xám và đôi khi có các đốm nâu sẫm, đặc biệt là ở các chân. Linh miêu cân nặng từ khoảng 15 kg (33 pao) tới khoảng 30 kg (66 pao). Linh miêu Á-Âu to lớn hơn các loài khác một cách đáng kể trong khi linh miêu Iberia thì lại nhỏ hơn các loài khác.

## Môi trường sống
Linh miêu sinh sống trong các khu rừng nằm ở độ cao lớn với các loại cây bụi, cỏ và lau sậy rậm rạp. Mặc dù chúng chỉ đi săn trên mặt đất nhưng chúng leo trèo và bơi lội khá tốt. Mặc dù có thể tìm thấy tại khu vực phía bắc bán đảo Scandinavia, nhưng chủ yếu được tìm thấy tại Bắc Mỹ cũng như biệt lập tại khu vực Himalaya.
Linh miêu Á-Âu (Lynx lynx) đã từng bị coi là tuyệt chủng trong tự nhiên tại Slovenia và Croatia kể từ đầu thế kỷ 20, nhưng dự án tái định cư khởi động năm 1973 đã thu được thành công. Hiện nay, linh miêu Á-Âu có thể tìm thấy tại khu vực Alps thuộc Slovenia và các khu vực Gorski Kotar, Velebit của Croatia. Tại hai nước này, linh miêu được liệt kê là đang nguy cấp và được luật pháp bảo vệ. Việc đánh dấu linh miêu trong tự nhiên có thể được sắp xếp trong hợp tác với Vườn quốc gia Risnjak, Croatia. Kể từ thập niên 1990, đã có nhiều cố gắng để tái định cư linh miêu Á-Âu tại Đức. Chúng có thể tìm thấy tại khu vực rừng Białowieża ở đông bắc Ba Lan. Loài cực kỳ nguy cấp là linh miêu Iberia sống tại miền nam Tây Ban Nha và trước đây còn có ở miền đông Bồ Đào Nha. Linh miêu là phổ biến hơn ở Bắc Âu – đặc biệt là tại Estonia, Phần Lan và miền bắc Nga.
Bắt đầu từ năm 1999, Bộ phận Bảo vệ Sinh vật hoang dã bang Colorado (Colorado Division of Wildlife) đã bắt đầu chương trình tái định cư quần thể linh miêu hoang dã vào Hoa Kỳ. Sự phân bổ của chúng trước đó chỉ có tại Canada, trước khi được đem tới khu vực dãy Rocky tại Colorado, tại đây sau khi được đeo thẻ phát tín hiệu radio thì người ta nhận thấy chúng thường xuyên di cư sang miền tây Hoa Kỳ. Trong khi các dấu hiệu đầu tiên cho thấy có nhiều hứa hẹn, nhưng các nhà sinh vật học lại cho rằng phải mất cả chục năm để xác định xem chương trình này có thành công hay không. Tuy nhiên, trong năm 2006 thì trường hợp sinh con đầu tiên của linh miêu bản địa Colorado đã được ghi nhận. Nó sinh ra hai con non, khẳng định khả năng tái định cư thành công.

## Hành vi

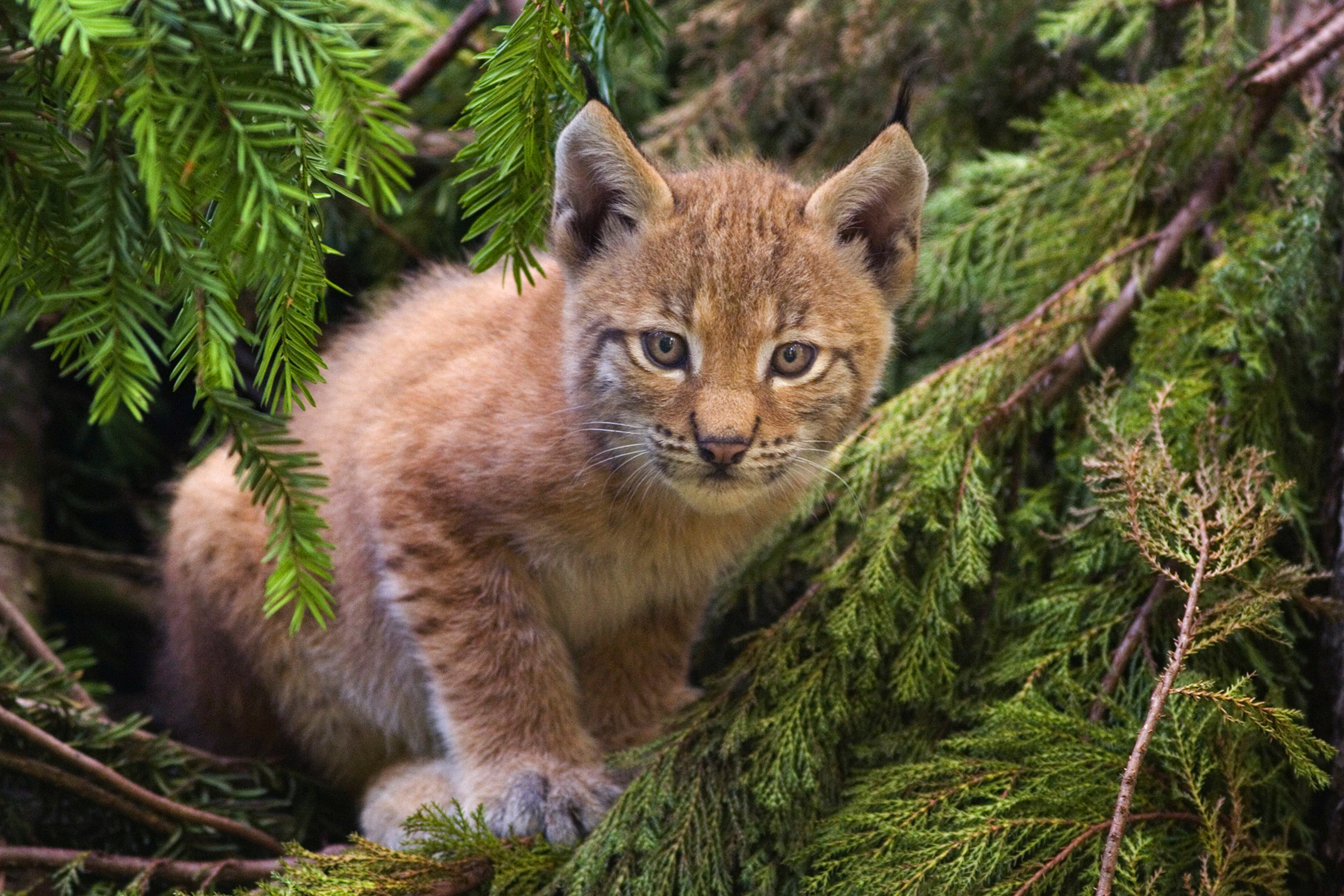
Linh miêu non

Hành vi của linh miêu là tương tự như của báo hoa mai. Linh miêu thường sống đơn độc, mặc dù đôi khi người ta cũng thấy các nhóm nhỏ linh miêu đi săn cùng nhau. Sự giao phối diễn ra vào cuối mùa đông. Chúng thường chọn nơi nghỉ ngơi trong các khe hở của núi đá hay dưới các rìa đá, và sinh ra từ 2-4 linh miêu con trong một năm. Chúng ăn các loại thức ăn động vật khác nhau, có thể to lớn tới như tuần lộc, hoẵng, sơn dương, nhưng thông thường là chim, thú nhỏ, cá, cừu hay dê. Linh miêu đã được quan sát thấy (năm 2006) tại dãy núi Wet ở Colorado. Tuy nhiên, việc đánh dấu linh miêu là sự kiện rất hiếm, do bản chất đơn độc và nhút nhát của chúng. Chúng là các loài mèo hay giữ kẽ và thường lẩn tránh người; cũng có ghi nhận cho thấy chúng dám tấn công con người, nhưng rất hiếm, gần như chỉ để phòng vệ.

## Tình trạng pháp lý
Việc săn bắt linh miêu tại nhiều quốc gia là bất hợp pháp. Linh miêu Canada là loài đang nguy cấp tại Hoa Kỳ.